# Kalevala
Il Kalevala è un poema epico composto da Elias Lönnrot, finlandese svedofono, nella metà dell'Ottocento, sulla base di poemi e canti popolari della Finlandia (soprattutto in careliano, un dialetto strettamente correlato al finlandese).
"Kalevala" significa letteralmente "Terra di Kaleva", ossia la Finlandia: Kaleva è infatti il nome del mitico progenitore e patriarca della stirpe finnica, ricordato sia in questo testo che nella saga estone del Kalevipoeg. Il Kalevala è dunque l'epopea nazionale finlandese.
Il 28 febbraio, in Finlandia, viene celebrato il Kalevalan Päivä (Giorno del Kalevala), il Giorno della Cultura Finlandese, dal poema nazionale Kalevala e la data della premessa scritta sul testo.

## Datazione
Lönnrot assemblò (come già fece Geoffrey di Monmouth con il ciclo arturiano) e ricostruì la memoria storica delle genti finniche attraverso la massa dei canti prodotti dalla loro poesia tradizionale, riunendone in una sola opera la cosmogonia iniziale e il ciclo eroico/mitologico.
Famosi alcuni cantori quali un certo Arhippa Perttunen (come venne chiamato dallo stesso Lönnrot nella prefazione dell'edizione del 1835), che si dice conoscesse a memoria più di mille canti. Il poema è tuttora cantato e conosciuto a memoria da alcuni anziani bardi dell'area dei laghi, in cui il Kalevala è nato e si è diffuso nei secoli. Nelle buie sere invernali, i convenuti si accomodavano su una panca e ascoltavano le gesta dei vari eroi, creatori del mondo e della cultura di quel popolo. Il racconto, in metrica, veniva cantato dallo scaldo aiutato dal ritmo battuto su un tamburo con il bordo di betulla e la pelle di renna. L'effetto era ipnotico e atto a riprodurre uno stato di trance. Seppure in maniera non dichiarata, l'incontro portava in sé valenze sciamaniche e contenuti esoterici.
La versione del 1849 è composta da cinquanta canti, o runi (runot), i cui versi sono in metro runico (motivo per cui i cantori sono chiamati runoja). La precedente versione del 1835, di 32 canti, era incompleta. Entrambe le versioni sono corredate da una prefazione che riassume i metodi e il contesto seguito dall'autore per la composizione del poema, oltre che la citazione di precedenti opere di raccolta del materiale sulla poesia tradizionale, come quella in cinque parti del medico Zachris Topelius tra il 1822 e il 1831.

## Il poema

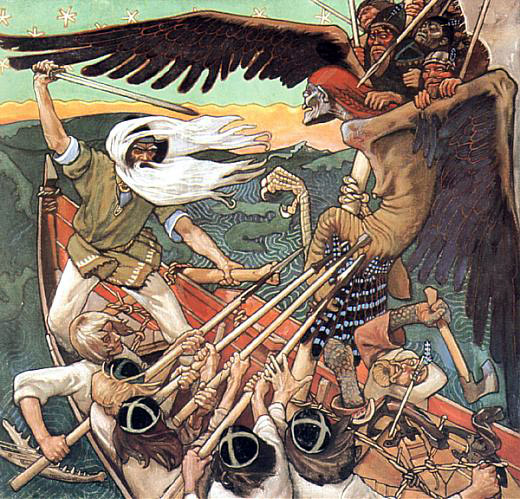
Akseli Gallen-Kallela, La difesa del Sampo, 1896.

### I personaggi
Il Kalevala è la Terra del Sud, mentre Pohjola è invece la Terra del Nord, rivale di Kalevala.
I personaggi principali sono Väinämöinen, eroe saggio e scaldo divino nato dalla Vergine dell'aria Ilmatar, il fabbro Ilmarinen, che rappresenta l'eterna ingegnosità, e il guerriero seduttore Lemminkäinen, simbolicamente il lato guerresco e sensuale dell'uomo. In breve, il Kalevala racconta della lotta dei tre protagonisti contro Louhi, signora del paese di Pohjola, per il possesso del Sampo, magico mulino forgiato da Ilmarinen, portatore di benessere e prosperità.
- Joukahinen e Aino
- Ukko
- Marjatta
- Ahti (o Ahto)
- Nyyrikki

### La vicenda
La vicenda narra le gesta di Väinämöinen che, seguito da i suoi compagni di viaggio vivranno molte avventure. Il libro inizia con il capitolo della creazione del mondo.

## Analisi critica
Domenico Comparetti ha definito il Kalevala come il solo esempio di poema nazionale veramente risultante da canti minori, non ritrovati in esso per principi presupposti o per analisi critica induttiva, ma noti come realmente esistenti indipendentemente dal poema.
Lo strato più antico del materiale presente nel poema presenta una connotazione mitologica prima ancora che eroica, come osservò nel 1845 Jakob Grimm. Nel corso poi degli anni gli studi hanno individuato vari nuclei che componevano il poema. Nella postfazione alla traduzione italiana del Kalevala, Cecilia Barella individua:
- runi 1-10: primo ciclo di Väinämöinen
- runi 11-15: primo ciclo di Lemminkäinen
- runi 16-18: secondo ciclo di Väinämöinen
- runi 19-25: nozze di Ilmarinen
- runi 26-30: secondo ciclo di Lemminkäinen
- runi 31-36: ciclo di Kullervo
- runi 37-38: secondo ciclo di Ilmarinen
- runi 39-44: furto del Sampo, detto anche terzo ciclo di Väinämöinen
- runi 45-49: vendetta di Louhi
- runo 50: ciclo di Marjatta

## Opere ispirate alKalevala
- Il compositore finlandese Jean Sibelius ha scritto la Lemminkäinen Suite fra il 1893 e il 1895, suite in quattro movimenti per orchestra ispirata al Kalevala.
- Il Kalevala è una delle fonti usualmente citate come ispirazione per l'opera Il Silmarillion di J. R. R. Tolkien, sorta di corpus mitologico dell'immaginario mondo di Arda. Anche le lingue elfiche create da Tolkien medesimo sono in parte basate sul finlandese.[2]
- Ispirata all'opera è un'avventura Disney di Don Rosa, Paperino alla ricerca di Kalevala, una storia a fumetti molto popolare in Finlandia.
- Al Kalevala sono ispirati numerosi album della band progressive death metal finlandese Amorphis, quali Tales from the Thousand Lakes e la tetralogia costituita da Eclipse, che narra la storia di Kullervo, Silent Waters, che segue le gesta di Lemminkainen, Skyforger il cui protagonista è appunto il fabbro Ilmarinen e The Beginning of Times, incentrato sulla figura di Vainamoinen.
- Il Kalevala e i suoi personaggi vengono citati nei titoli e nei testi di alcune canzoni del gruppo folk/viking metal finlandese Ensiferum.
- Si ispira al Kalevala il poema epico estone Kalevipoeg (Il figlio di Kaleva), successivamente pubblicato in Estonia.
- Prende il nome dal Kalevala il gruppo italiano folk metal Kalevala Hms, autore dell'album "Musicanti di Brema" (2011).

## Adattamenti cinematografici e televisivi
- Nel 1959 viene distribuito il film di co-produzione finnico-sovietica Sampo (titolo inglese: The Day the Earth Froze), ispirato alla vicenda inerente al Sampo, tratta appunto dal Kalevala. Il regista è il russo Aleksandr Ptushko (l'autore di Sadko, Il fiore di pietra, Il conquistatore dei mongoli, Il castello incantato, ecc.) e gli sceneggiatori Väinö Kaukonen, Viktor Vitkovich e Grigori Yagdfeld.
- Nel 1982, la Yleisradio (YLE) produce una mini-serie tv, Rauta-aika (L'età del ferro) diretta da Kalle Holmberg. La serie è ambientata "durante i tempi del Kalevala" e basata sugli eventi che accadono nella saga. La parte 3/4 del programma vince il Prix Italia nel 1983.
- Infine il curioso film d'arti marziali Jadesoturi (2006, titolo inglese: Jade Warrior) diretto da Antti-Jussi Annila, è anch'esso liberamente basato sul Kalevala, e ambientato in Finlandia e in Cina.

## Edizioni in italiano
La prima traduzione, in endecasillabi, fu di Igino Cocchi (1909), la seconda, in ottonari (il metro del testo finnico), di Paolo Emilio Pavolini (1910). La terza, in prosa, nel 1912 di Francesco di Silvestri-Falconieri. Da novembre del 2007 è disponibile la traduzione integrale di Pavolini in una nuova edizione italiana curata da Cecilia Barella e Roberto Arduini per la casa editrice Il Cerchio di Rimini. Nel 2010 è stata pubblicata la traduzione in versi liberi di Marcello Ganassini. Nel 2023 è uscita una nuova edizione accuratamente corretta della traduzione di Pavolini con testo a fronte a cura di Dario Giansanti ed Elisa Zanchetta. Contemporaneamente ad essa è stato pubblicato, a cura di Elisa Zanchetta, anche il vasto commentario di Hans Fromm.
- Il Kalevala, poema finnico. Traduzione di Igino Cocchi, introduzione di Domenico Ciàmpoli. Firenze: Società Tipografica Editrice Cooperativa, 1909. Milano: Amiedi 2008.
- Kalevala: poema nazionale finnico, traduzione in versi di Paolo Emilio Pavolini, a cura di Cecilia Barella e Roberto Arduini. Firenze: Remo Sandron 1910. Rimini: Il Cerchio, 2007 ISBN 88-8474-148-3.
- Domenico Comparetti, Il Kalevala, o La poesia tradizionale dei finni: studio storico critico sulle origini delle grandi epopee nazionali. Roma: 1891. Milano: Guerini, 1989. ISBN 88-7802-072-9.
- Kalevala epopea nazionale finlandese. Traduzione di Francesco di Silvestri-Falconieri. Lanciano R.Carraba, Editore 1912.
- Pino Bava, Kalévala. Il poema della Finlandia narrato in prosa. Illustrazioni di Santin, SEI, Torino, 1957.
- Elena Primicerio (riduzione per ragazzi). Il Kalevala - Finlandia terra d'eroi. Bemporad, Firenze 1941. Giunti-Marzocco, Firenze 1961, 1971. Giunti, Firenze 2007.
- Ursula Synge (riduzione per ragazzi): Racconti finlandesi. Brescia: La Scuola 1980, 1987.
- Kalevala. Il grande poema epico finlandese, traduzione e note di Marcello Ganassini, Roma, Edizioni Mediterranee, 2010, ISBN 978-88-272-2058-0.
- Elias Lönnrot, Kalevala. Traduzione, introduzione e note di Paolo Emilio Pavolini. Con un articolo di Eino Leino. Supervisione generale di Dario Giansanti ed Elisa Zanchetta, Vocifuoriscena, Viterbo, 2023, ISBN 9788899959524.